# Interstate 41
Interstate 41 (I-41) é uma rodovia interestadual norte-sul com 281,64 km de extensão, que passa de sul a norte por Illinois e Wisconsin liga o entroncamento da I-94 com a U.S. Route 41 (US 41), localizada a 4,02 km ao sul da fronteira entre Wisconsin e Illinois, no final da Tri-State Tollway, na Região Metropolitana de Chicago, a um entroncamento com a I-43 na Região Metropolitana de Green Bay, Wisconsin. A designação viaja simultaneamente com a US 41 em toda a sua extensão, bem como com partes da I-894, US 45, I-43 e seções da I-94 em Wisconsin e Illinois. A rota foi oficialmente adicionada ao Interstate Highway System em 7 de abril de 2015, e conecta Milwaukee e Green Bay com as Fox Cities.